# Draaiorgel de Pelikaan

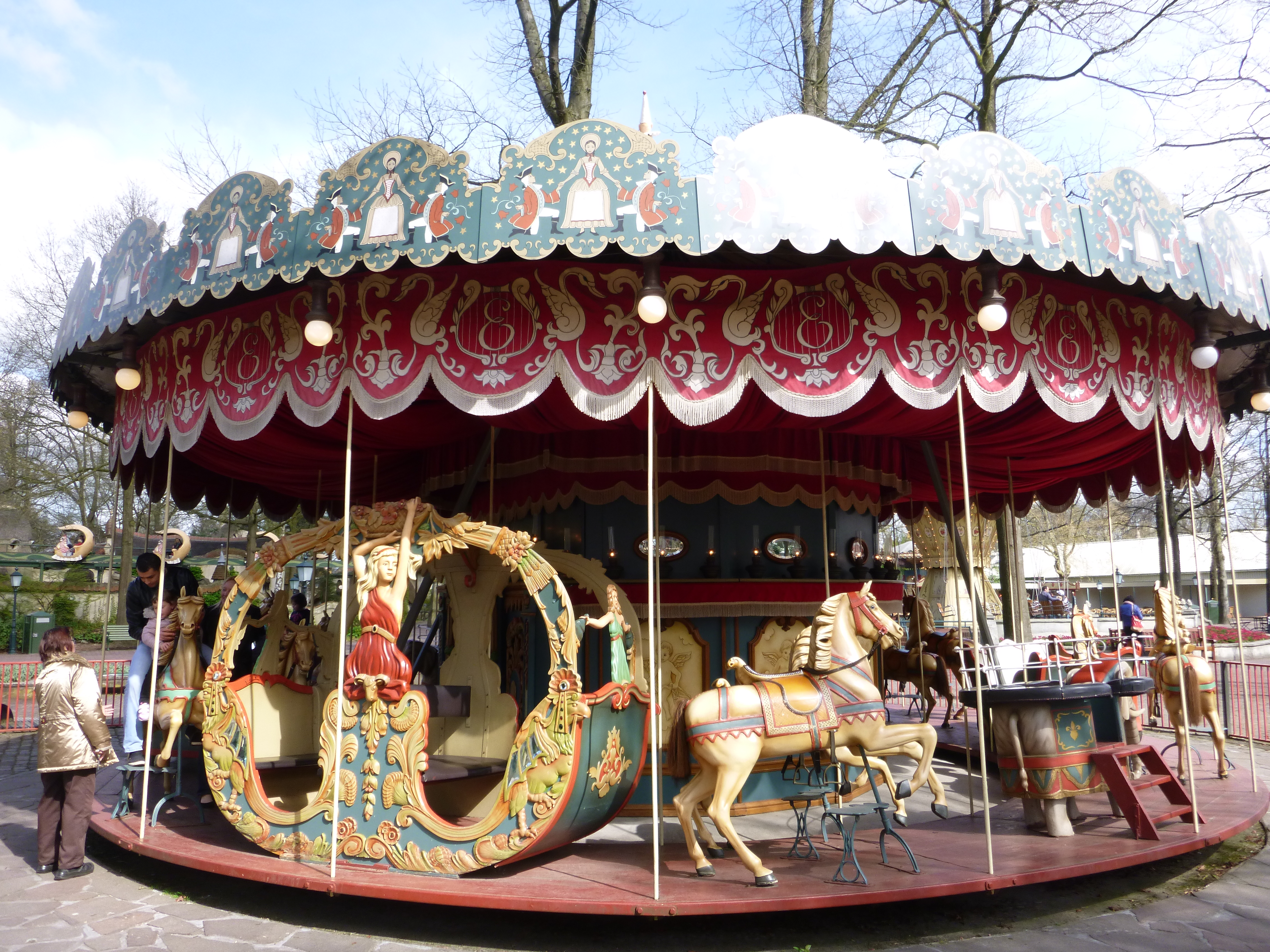
Anton Pieckcarrousel in de Efteling waarin het orgel is ingebouwd

Draaiorgel de Pelikaan was oorspronkelijk een Nederlands straatorgel. Het bevindt zich tegenwoordig in een draaimolen in het attractiepark de Efteling. Het orgel telt 67 toetsen.

## Levensloop
Dit orgel werd rond 1912 gebouwd bij Limonaire in Parijs. In 1916 was Louis Holvoet eigenaar van het orgel. Hij liet het in 1929 door Carl Frei tot Bourdonorgel verbouwen. Waarschijnlijk is toen ook het oude front vervangen door het huidige. Het oude front ging toen naar Draaiorgel 't Geitje.
Na de verbouwing heeft het orgel nog jarenlang op straat gespeeld. In 1954 is het orgel door attractiepark de Efteling als onderdeel van een draaimolen aangekocht. Het uiterlijk van de draaimolen met ingebouwd orgel werden door Anton Pieck aangepast en stond bekend als de 'mallemolen', nu de Anton Pieckcarrousel op het Anton Pieckplein.

## Restauratie
In 2004-2005 werd het orgel gerestaureerd. Jarenlang dag in en dag uit spelen had het geen goed gedaan. Het laatste jaar speelde het orgel niet meer en diende als decoratiestuk. De muziek werd toen door middel van luidsprekers ten gehore gebracht. Ook had het orgel veel last van gescheurde orgelpijpen en houtrot. Er werd zelf eens een verlaten vogelnest in het orgel gevonden.
In 2012 kreeg het pierement een nieuwe onderhoudsbeurt, terwijl het vanaf 2004 tweemaal jaarlijks wordt nagekeken op gebreken etc. en eenmaal in de zeven jaar vindt groot onderhoud plaats.

## Bron
- Glorieuze orgeldagen, F. Wieffering, 1965, blz. 47-48.